# Sankt Ruprecht-Falkendorf
Sankt Ruprecht-Falkendorf est une ancienne commune autrichienne du district de Murau en Styrie.